# Pirne, Burgas
Pirne (în bulgară Пирне) este un sat în Obștina Aitos, Regiunea Burgas, Bulgaria.

## Demografie
Componența etnică a satului Pirne
     Turci (2,09%)
     Bulgari (77,17%)
     Romi (16,72%)
     Nicio identificare (4,01%)
La recensământul din 2011, populația satului Pirne era de 622 locuitori. Din punct de vedere etnic, majoritatea locuitorilor (77,17%) erau bulgari, existând și minorități de romi (16,72%) și turci (2,09%). Pentru 4,01% din locuitori nu este cunoscută apartenența etnică.